# Grand Vallat (Fuveau)
Pour les articles homonymes, voir Grand Vallat.
Le Grand Vallat est une rivière de 10,6 km de long prenant sa source sur le territoire de la commune de Saint-Savournin et se jetant dans l'Arc en rive gauche sur le territoire de la commune de Fuveau.

## Communes traversées
Le Grand Vallat se situe uniquement dans le département des Bouches-du-Rhône et traverse les communes suivantes :
- Saint-Savournin ;
- Gréasque ;
- Fuveau ;
- Châteauneuf-le-Rouge, pour sa partie limitrophe de l'Arc.